# 首都高バトル01
『首都高バトル01』（しゅとこうバトルゼロワン）は、元気が2003年7月24日に発売したPlayStation 2用レーシングゲームで、首都高バトルシリーズの一作。
前作『首都高バトル0』のアップグレード的存在で、基本的なシステムは同様だが、多くの部分で変更が加えられている。
また、本シリーズで初めてメーカー公認の実車を収録した作品でもある。

## あらすじ
2年前、首都高最強の走り屋「迅帝」が、一人の走り屋に敗れた。彼と共に首都高を牛耳っていた『十三鬼将』も散り散りになり、再び首都高を混沌が包み込む。さらに、首都高の弱体化に呼応して、名古屋、大阪でも新たな勢力が生まれていった。

## 前作からの変更点

### コースの追加、およびエリアの概念
本作では、阪神高速道路から構成される阪神エリア、名古屋高速道路および東名阪自動車道（現・名古屋第二環状自動車道）から構成される名古屋エリアが追加され、従来の首都高速道路に関しても、横浜環状（横羽線〜狩場線〜湾岸線〜大黒線で構成）が追加された。その一方で八重洲線は削除されている。
阪神エリアに関しては、湾岸線・大浜出入口から堺線・堺出入口まで一般道路である国道26号線で接続しており、沿道には店舗や信号機が見られる。
名古屋エリアでは、東片端JCT〜1号楠線〜楠JCT〜東名阪自動車道〜名古屋西JCT〜5号万場線〜新洲崎JCT(新州崎と誤植)で環状ルートが形成されている。なお新洲崎JCT以東の2号東山線は、環状線へ直接戻ることができないため環状線内にありながら走行できない路線となっている。
QUESTモードではエリア毎にライバルが存在し、各エリアのボスを倒すことでゲームが進行する。ライバルの総数は600名で、前作の1.5倍。

### バトル形式の追加
本作では従来のSPバトルにおいて、1対1以外の対戦形式も用意されるようになった。これは同社製のPS2用ゲーム『湾岸ミッドナイト』に登場したシステムを移植したものである。
1VS2バトル
プレイヤーが2名のライバルと同時に対決する形式。両者のSPを0にしないと勝利にならない。パッシングした時点で2台が同時に現れるケースと、最初に1台と1対1のバトルを行い、ライバルのSPが一定値を切った段階でもう1台が参加し、再度1対2のバトルとして仕切り直されるケースがある。後者の場合、敵のSPは完全に回復するが、プレイヤーの回復量はあまり多くない。
連続バトル
ライバルのSPが0になると即座に次のライバルが現れ、連続してバトルすることになる形式。最後に現れるライバルを倒さなければ勝利にならず、途中で負ける・引き分けるともう1度最初のライバルからやり直さなければならない。連戦中プレイヤーのSPは回復しないが、50%を切っていた場合のみ50%まで回復する。このうち、名古屋・阪神エリアの最終決戦には最大で3連続のバトルが存在しており、精神的にもマシンコンディションにも辛いものとなっている。

### 天候
晴天に加え、新たに雨天・雷雨・雪の天候が設定された。天候は1日ごとに各エリア個別で設定される。
追加された3つの天候はいずれも路面ミューが低下し、晴天時より滑りやすくなっている。路面が濡れているため、晴天時とは逆に排水性が高いノーマルタイヤが最もグリップが高くなる。また外気温が低いため、油温と水温（後述）も上がりにくくなっている。
タイムアタックモードやフリー走行モードでは、コース選択時に晴天と雨天を選択することができる。

### 油温・水温
本作で可視化されたパラメータ。文字通りエンジン内のオイル温度と冷却水温度を表しており、長時間のアクセル全開やブーストアップで上昇し、回転数を低めに抑えると緩やかに下降する。
一定以上の危険な数値に達するとオーバーヒートを起こし、マフラーから白煙を噴いてエンジンパワーが急激に低下する。
ピットエリア（後述）に入るか、ガレージに戻ると数値はリセットされる。

### ピットエリア
前作では封鎖されたエリアに突入すると、強制的にガレージに帰還させられていたが、本作ではそういったエリアの一部や未収録エリア、PAなどが新たに「ピットエリア」に設定された。走行中にピットエリアに入るとピット画面に移行し、セッティングの変更やライバルリストの閲覧、コースの走行方向の変更を行うことができる。また、油温・水温を初期数値にリセットする効果もある。バトル中にピットエリアに入ると本線に強制的に戻され、バトルは即座に終了し引き分けとなる。

### カスタマイズの強化
前作以上に多くの部分でチューニングやドレスアップができるようになっている。本作ではボディ全体のテクスチャのデザインを行えるボディペイントが追加され、ボディ各部のテクスチャを自由にデザインできるようになった。また、PS2のUSB端子にマウスを接続すると、カーソルをマウスで操作することができる。
その他、実在のタイヤメーカーのホイールも採用しているほか、窓の透明度やボディの反射率、ヘッド、テールライトのアイラインなど、非常に細かい部分でのデコレーションが充実している。
ただし、一部車種には外観に変化が加わるようなカスタマイズがほぼ不可能なものも存在する。カスタムカーのドレスアップは今作から不可能となった。
ナンバープレートのカスタム機能は健在。フロントナンバープレートに関しては、位置や有無も変更できる。

### エンジンチェンジ
前作のLPSを引き継いだシステム。総走行距離が2,000 kmを超えたノーマルカーで行うことができる。搭載するエンジン自体を別のものに取り替える（エンジンスワップ）ため、気筒数やターボチャージャーの有無で特性も大きく変わる。高額なチューニングだが、ノーマルでの最高レベルチューンを超えるスペックを手に入れる事ができる。全ライバルを倒すことで、走行距離にかかわらず実行可能な全ての車でできるようになる。

### ラスボス
『伝説の幻』と位置づけられている。プレイヤーのこれまでの走行パターンを記憶したボスが登場。
プレイヤーと同一の車種が半透明の姿で登場し、走行ラインを妨害してもすり抜けて行き、パワーもプレイヤーを上回るように設定されている。通り名は「不明」であり、勝利してもライバルリストには載らず、その後は一切登場しない。
なお、前作以前でラスボスを務めていた「？？？」は登場しない。

### 実車の採用
前作までは実車の型式そのままの名称や、デザインが瓜二つなボディを持っていてもあくまで「架空の車種」とされていた本シリーズだったが、本作からは自動車メーカーからのライセンス許可を受け、登場する車はすべて公認された実車となった。
これによって車名も実際のものとなり、モデリングの質も上昇した。海外の車種も増加し、これまでのダッジ・バイパーの他、ゼネラルモーターズ（シボレー・ポンティアック）、フォード、フォルクスワーゲン、メルセデス・ベンツ、ゲンバラ（ポルシェのコンプリートカー）、デ・トマソ、ロータス・カーズが登場する。
ただしライセンス取得の関係上、ホンダの車種は収録されていない。
本作の首都高は「サーキット」という設定で、それに基づき細かな演出が変更されている。前述のピットエリアもそのひとつである。
アザーカーの変更
従来の乗用車や大型車は全て廃止され、「GENKI RACING PROJECT・GRP」のロゴをまとった黄色いオフィシャルカーに統一された。車種はトヨタ・ハイエース。
オービスの廃止
前作には一定の速度以上で通過すると画面が赤くフラッシュし、罰金を取られるオービス（自動速度取締機）があった。本作の首都高はサーキットという設定のため撤廃。

## 収録車種
前作に比べ車種は大幅に減少し、ノーマルカー77台+スペシャルカー・カスタムカー37台の合計114台となった。
DAIHATSU
- Copen ACTIVE TOP L880K
- MOVE AERO RS-XX Limited L902S

ISUZU
- VehiCROSS BaseGrade UGS250
- PIAZZA XS JR120

MAZDA
- RX-8 Type S SE3P
- RX-7 TYPE RZ FD3S
- RX-7 ∞-III FC3S
- SAVANNA RX-7 TURBO GT-X SA22C
- SAVANNA GT RX3
- ROADSTER RS NB8C
- EUNOS ROADSTER S-SPECIAL TYPE-II NA8C

MITSUBISHI
- LANCER EVOLUTION VII GSR CT9A
- LANCER EVOLUTION V GSR CP9A
- LANCER EX GSR TURBO INTERCOOLER A175A
- GTO TWIN TURBO MR Z15A
- FTO GP Ver.R DE3A
- STARION GSR-VR A187A

NISSAN
- SKYLINE GT-R V-spec II BNR34
- SKYLINE GT-R V-spec BCNR33
- SKYLINE GT-R V-spec II BNR32
- SKYLINE HT2000GT-R KPGC110
- FAIRLADY Z VersionS Z33
- FAIRLADY Z 300ZX TwinTurbo 2by2 GCZ32
- FAIRLADY Z 300ZX 2by2 HGZ31
- FAIRLADY Z 280Z-T 2by2 SEATER HGS130
- FAIRLADY Z Z-L S30
- SILVIA spec-R S15
- SILVIA K's S14
- SILVIA K's PS13
- 180SX Type-X RPS13
- PULSAR GTI-R RNN14
- CIMA 450VIP FOUR GNF50
- CEDRIC 300VIP HY34
- GLORIA Gran Turismo Ultima HY33
- CEFIRO CRUISING CA31

SUBARU
- IMPREZA WRX STi TypeRA SpecC GDB
- IMPREZA WRX STi Version VI GC8
- LEGACY B4 RSK BE5
- LEGACY TOURING WAGON GT-B E-TuneII BH5
- ALCYONE VR AX7

SUZUKI
- wagon R RR RR-SWT MC22S
- Cappuccino EA11R

TOYOTA
- SUPRA RZ JZA80
- SUPRA 2.5GT TWIN TURBO R JZA70
- MR-S S EDITION ZZW30
- MR2 GT SW20
- MR2 1.6G Super Charger AW11
- CELICA GT-FOUR ST205
- COROLLA LEVIN BZ-R AE111
- COROLLA LEVIN 3door GT APEX AE86L
- SPRINTER TRUENO 3door GT APEX AE86T
- COROLLA FX 3door 1600GT AE82
- CELSIOR eR version UCF30
- ARISTO V300 VERTEX EDITION JZS161
- MARK II GRANDE iR-V JZX110
- CHASER Tourer V JZX100
- bB Z/1.5 2WD X Version NCP31
- Vitz RS NCP13
- STARLET GLANZA V EP91
- 2000GT MF10

DETOMASO
- Pantera GTS PGTS

DODGE
- Viper GTS Coupe VGTS

FORD
- FORD GT GT40
- Mustang Mach1 Mach1

GEMBALLA
- GTR750 996T
- GTR500 986B

GM
- CORVETTE Z51 CY25E
- CORVETTE CY15BK
- Firebird Series 2F base model S87

LOTUS
- Esprit V8 Sports350 82V8
- Turbo Esprit Turbo 82TE
- Europa Special 74

MERCEDES-BENZ
- S-CLASS S600L E140
- SL-CLASS SL500 GH230
- 500E E124

VOLKSWAGEN
- New Beetle RSi 9CAXJ
- Golf GTi 1JAUM

SPECIAL
- MCR R34 R34CuMCR
- RIDOX SUPRA A80CuRI
- NOB S15 S15CuNOB
- WEST CORVETTE C4CuWEST

## 収録コース
首都高
- 都心環状線（C1）：全線
- 6号向島線：江戸橋JCT - 箱崎JCT
- 9号深川線：全線
- 11号台場線：全線
- 湾岸線（B）：辰巳JCT - 本牧JCT
- 1号羽田線：全線
- 神奈川1号横羽線（K1）：全線
- 神奈川3号狩場線（K3）：本牧JCT - 石川町JCT
- 神奈川5号大黒線（K5）：全線

名古屋
- 環状線（R）：全線
- 1号楠線：全線
- 5号万場線：全線
- 東名阪自動車道：楠JCT - 名古屋西JCT

阪神
- 1号環状線：全線
- 4号湾岸線：天保山出入口 - 大浜出入口
- 13号東大阪線：西船場JCT - 東船場JCT
- 15号堺線：全線
- 16号大阪港線：全線
- 大阪府道195号線・国道26号線：大浜出入口 - 堺出入口（湾岸線 - 堺線 乗継）

## その他要素
- 一部のWANDERER及びBOSSは、バトル時にオーラ[5]を纏う。
- 首都高エリアのボス「ブラッドハウンド」と雨コンディションでのバトル時、雨滴及び水しぶきが赤くなり、血を想起させるものとなる。
- 首都高エリア第1部のラスボス「ユウウツな天使」とのバトル時、画面が青くなり閃光が走り抜ける独特なエフェクトが発生する。
- 首都高エリアのワンダラー「死神ドライバー」のカスタムカー（日産・シルビア）に搭乗すると、アザーカーが白色に変化する。車内からは幽霊が目を覗かせている。
- レベル1以上のエンジンを装着、或いはエンジンを換装したNA（自然吸気）車でSELECTボタンを押しながらコースインすると、ターボ車のブーストアップに相当するニトロがバトル中に3回まで使用可能となる。使用中はマフラーから火を噴きながら加速するが、水温・油温も上昇する。

など、他にも多く存在する。
また、すべてのライバルを倒すとキープガレージという名前で車種を引き継ぎ最初からすべての車種・パーツが購入可能かつ最初からエンジンが換装可能な状態（いわゆる「強くてニューゲーム」）で2周目が開始できる。